# João Esracimir da Bulgária
João Esracimir ou João Esratsimir (em búlgaro:  Иван Срацимир - Ivan Sratsimir) foi o imperador da Bulgária em Vidim entre 1356 e 1396. Apesar de ser o mais velho filho ainda vivo de João Alexandre, João Esracimir foi deserdado em favor de seu meio-irmão, João Sismanes, e se auto-proclamou imperador em Vidim. Quando os húngaros atacaram e ocuparam seus domínios, recebeu ajuda de seu pai para expulsá-los. Depois da morte de João Alexandre em 1371, João Esracimir rompeu relações com Tarnovo e chegou a colocar o arcebispo de Vidim sob a jurisdição do patriarca de Constantinopla para demonstrar sua independência. Por causa de sua posição geográfica, Vidim estava inicialmente à salvo dos ataques dos otomanos, que estavam na época arrasando os Balcãs mais ao sul e nada fez para ajudar João Sismanes em sua luta contra eles. Apenas depois da queda de Tarnovo em 1393 é que sua política se tornou mais ativa e ele acabou finalmente se juntando a uma cruzada do rei da Hungria, Sigismundo. Porém, depois da desastrosa Batalha de Nicópolis em 1396, os otomanos marcharam para Vidim e a tomaram também. João foi capturado e ficou preso em Bursa, onde foi provavelmente estrangulado. Embora seu filho Constantino II tenha reivindicado o título de imperador da Bulgária e tenha até, por curtos períodos, controlado parte dos domínios do pai, João Esracimir é geralmente considerado como sendo o último monarca da Bulgária medieval.

## Primeiros anos
Nascido em Lovech em 1324 ou 1325, João era o segundo filho de Teodora com João Alexandre (r. 1331–1371), que era o déspota de Lovech na época. Foi proclamado coimperador pelo pai em 1337, ainda adolescente, juntamente com seus irmãos Miguel Asen IV e João Asen IV. Esta sucessão se mostrou desastrosa para a Bulgária, pois os limites da autoridade de cada filho não ficaram bem definidos, o que levou à uma grande rivalidade entre os irmãos. Depois da proclamação, João Esracimir recebeu o governo de Vidim como um apanágio, pois seu pai queria que diferentes regiões da Bulgária estivessem sob o controle direto de seus filhos.
Na década de 1340, João Esracimir aumentou sua proeminência por ser casado e já ter filhos, ao passo que seu irmão mais velho, Miguel Asen, e sua esposa vinham tentando ter filhos havia mais de dez anos. Em 1352, João Alexandre introduziu o título de "imperador júnior" para assegurar uma transição tranquila no trono e João Esracimir passou a ser conhecido por este título. No final de 1347 ou início de 1348, porém, João Alexandre se divorciou de sua primeira esposa e a enviou para um mosteiro para poder se casar com a judia Sara-Teodora. O evento estragou o relacionamento entre João Esracimir com o pai, que só piorou com o nascimento de João Sismanes em 1350/1351. A disputa chegou ao auge em 1355/1356, quando o herdeiro aparente, Miguel IV, morreu combatendo os otomanos. De acordo com o sistema de morgado, João Esracimir deveria ser o próximo na linha de sucessão, mas, como João Sismanes era um porfirogênito, ou seja, ele nasceu quando o pai já estava no trono, João Alexandre e Sara-Teodora declararam-no sucessor ao trono. Uma pista da disputa entre pai e filho é a imagem do Tetraevangelia de João Alexandre, na qual toda família imperial está representada, incluindo um genro do imperador, mas não João Esracimir. Duas hipóteses foram apresentadas para explicar a situação: João foi deserdado e se autoproclamou imperador em Vidim ou o título de imperador júnior lhe foi negado e ele recebeu o governo de Vidim como compensação.

## Imperador em Vidim

### Primeiros anos e a invasão húngara

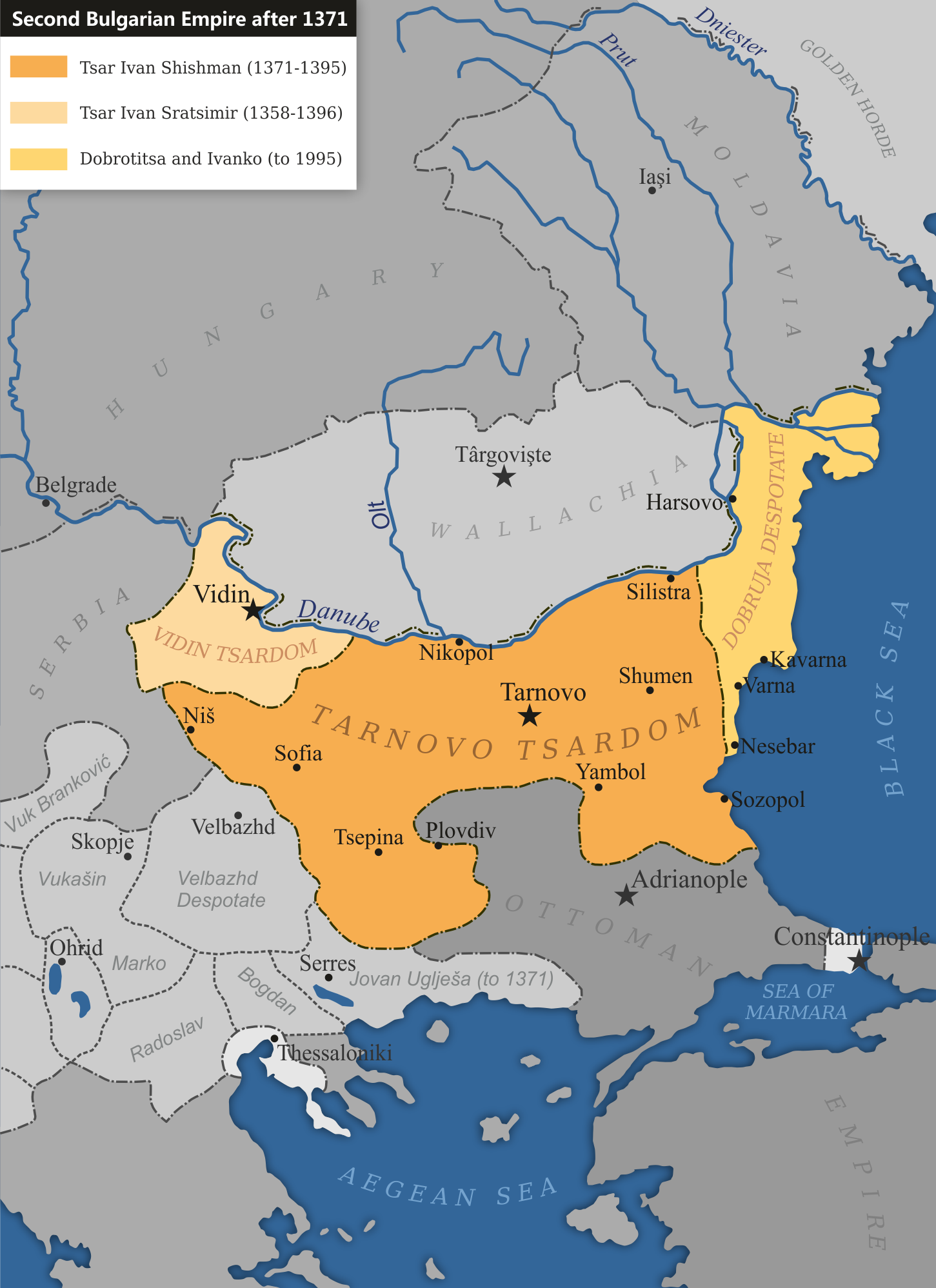
O Segundo Império Búlgaro depois da morte de João Alexandre. João Esracimir comandava Vidim, no noroeste, seu irmão, João Sismanes, a região central e o déspota Dobrotitsa, a costa do mar Negro, a leste.

João Esracimir foi proclamado imperador em Vidim em 1356 e começou a utilizar o título de "imperador dos búlgaros e dos gregos" como o pai. Para assegurar a aliança com a Valáquia, se casou com sua prima de primeiro grau Ana, a filha do voivoda valáquio Nicolau Alexandre, em 1356 ou 1357, um casamento que foi provavelmente arranjado com a ajuda da mãe de João Esracimir, a imperatriz rejeitada Teodora, como reação às ações João Alexandre. Ele governou com o consentimento tácito do pai até 1365, quando o rei da Hungria Luís I da Hungria, que se autoproclamava "rei da Bulgária" entre outros títulos, exigiu que João Esracimir reconhecesse sua suserania e se tornasse um vassalo. Quando o monarca búlgaro se recusou, Luís I marchou da Hungria em 1 de maio de 1365 e capturou Vidim no dia 2 de junho, depois de um curto cerco. O resto do Czarado de Vidim foi conquistado nos três meses seguintes. João Esracimir e sua família foram capturados e levados para o castelo de Humnik, onde hoje está a Croácia, a região de Vidim foi anexada à Hungria e passou a ser governada através de um ban nomeado pelo rei. João passou quatro anos num cativeiro honorário na Hungria e sua família teve que se converter ao catolicismo. Os húngaros também enviaram monges franciscanos para converter a população de Vidim ao catolicismo. Embora os relatos húngaros contem que os franciscanos teriam convertido 200 000 pessoas (um terço da população da região), a ação deles causou grande descontentamento entre os búlgaros e acabou fracassando completamente. Este movimento húngaro foi a primeira conversão forçada no país desde a cristianização da Bulgária cinco séculos antes. Num livro da época, um monge escreveu: "Este livro foi escrito pelo pecador e pouco inteligente Dragan juntamente com seu irmão Rayko nos dias que os húngaros governavam Vidim e foi um grande sofrimento para o povo na época".
Inicialmente, João Alexandre, que ainda era nominalmente o monarca legítimo de Vidim, nada fez para recuperar a região, embora sua recusa em conceder um salvo-conduto ao imperador João V Paleólogo, que estava retornando a Constantinopla vindo da Europa Ocidental, possa ser explicado pela deterioração das relações húngaro-búlgaras. A partir de 1369, porém, organizou uma coalizão ortodoxa anti-húngara para libertar Vidim, com a participação do voivoda valáquio Vladislau I Vlaicu e do déspota Dobrotitsa. A campanha aliada foi um sucesso e, depois de receber o apoio de uma revolta popular contra o clero católico e as autoridades húngaras, Luís I teve que desistir de suas reivindicações na região e restaurou João Esracimir ao trono de Vidim no outono de 1369. De acordo com o historiador J. Fine, João recebeu de Luís I a permissão para voltar para Vidim por causa de sua popularidade entre o povo e também por que João Esracimir se utilizou do patrocínio húngaro para, num primeiro momento, reafirmar sua independência perante o pai e, depois, o irmão em Tarnovo.

### Reinado depois de 1371

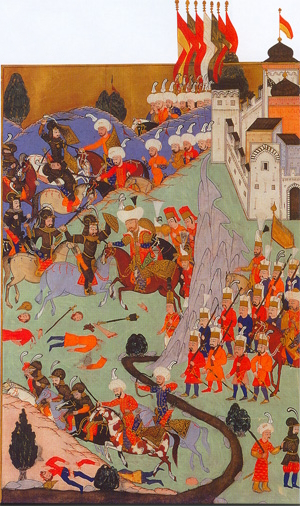
Batalha de Nicópolis, numa iluminura turca de 1588.

Depois da morte do imperador João Alexandre em 17 de fevereiro de 1371, João Esracimir rompeu as últimas ligações que tinha com Tarnovo e passou a governar sem sequer o reconhecimento nominal das autoridades de Tarnovo. Segundo os relatos do patriarca de Constantinopla, ele se descrevia da seguinte forma: "Como deveria o patriarca e arcebispo escrever ao monarca de Vidim e imperador Kamtsimir (Esracimir): o Fidelíssimo e Todo-Poderoso monarca de Vidim e toda a Bulgária...". João era tratado com a mesma autoridade dispensada ao meio-irmão João Sismanes e os detalhes sugerem que ele chegou até mesmo a se apresentar como um imperador sênior. Por causa da pouca informação, alguns historiadores búlgaros, como Konstantin Jireček, defendem a hipótese que João Esracimir e João Sismanes chegaram a guerrear pelo controle de Sófia, mas a ideia é rejeitada atualmente pela maioria dos historiadores. Na realidade, apesar da rivalidade, os irmãos fizeram questão de manter boas relações até 1381 e João Esracimir chegou a ser considerado como um potencial sucessor de João Sismanes. Porém, J. Fine sugere que, imediatamente depois da morte do pai, João Esracimir teria tentado tomar o controle de toda a Bulgária para si, capturando e defendendo Sófia por um ano ou dois, o que levou a uma hostilidade permanente entre os dois irmãos e destruiu qualquer possibilidade de uma resistência búlgara conjunta contra a agressão otomana.
As relações entre os dois estados búlgaros piorou em 1381, quando João Esracimir rompeu com a Igreja da Bulgária e colocou o arcebispo de Vidim sob a jurisdição do patriarca de Constantinopla. Esta decisão era uma demonstração da independência de Vidim em relação a Tarnovo, mas não chegou a provocar uma guerra. A hostilidade entre Esracimir e Sismanes continuou até as vésperas da invasão otomana. A maior parte dos historiadores concorda que na década de 1370 e no início da de 1380, Vidim ainda estava fora da rota das campanhas otomanas e não corria perigo. Durante e depois da massiva invasão otomana no nordeste da Bulgária em 1388, as fontes sugerem que as relações entre os irmãos ainda era difícil. Como resultado do sucesso otomano em 1388 e das mudanças no equilíbrio de poder na região, João Esracimir teve que se tornar um vassalo dos otomanos, aceitando uma guarnição turca em Vidim. Ele permaneceu impassível enquanto os otomanos destruíram o que restava do domínio de João Sismanes - Tarnovo caiu em 1393 e o próprio Sismanes foi morto em 1395. No ano seguinte, João Esracimir se juntou a uma cruzada cristã organizada pelo rei da Hungria Sigismundo. Quando o exército aliado alcançou Vidim, o monarca búlgaro abriu-lhe os portões e entregou a guarnição turca. Os turcos da guarnição de Oryahovo tentaram resistir, mas os búlgaros conseguiram capturar a fortaleza. Porém, o exército cristão sofreu uma pesada derrota em 25 de setembro na Batalha de Nicópolis e o vitorioso sultão otomano Bajazeto I imediatamente marchou para Vidim e tomou a cidade no final de 1396 ou início de 1397. João Esracimir foi capturado e aprisionado na capital otomana, Bursa, onde foi provavelmente estrangulado.

## Cultura, economia e religião

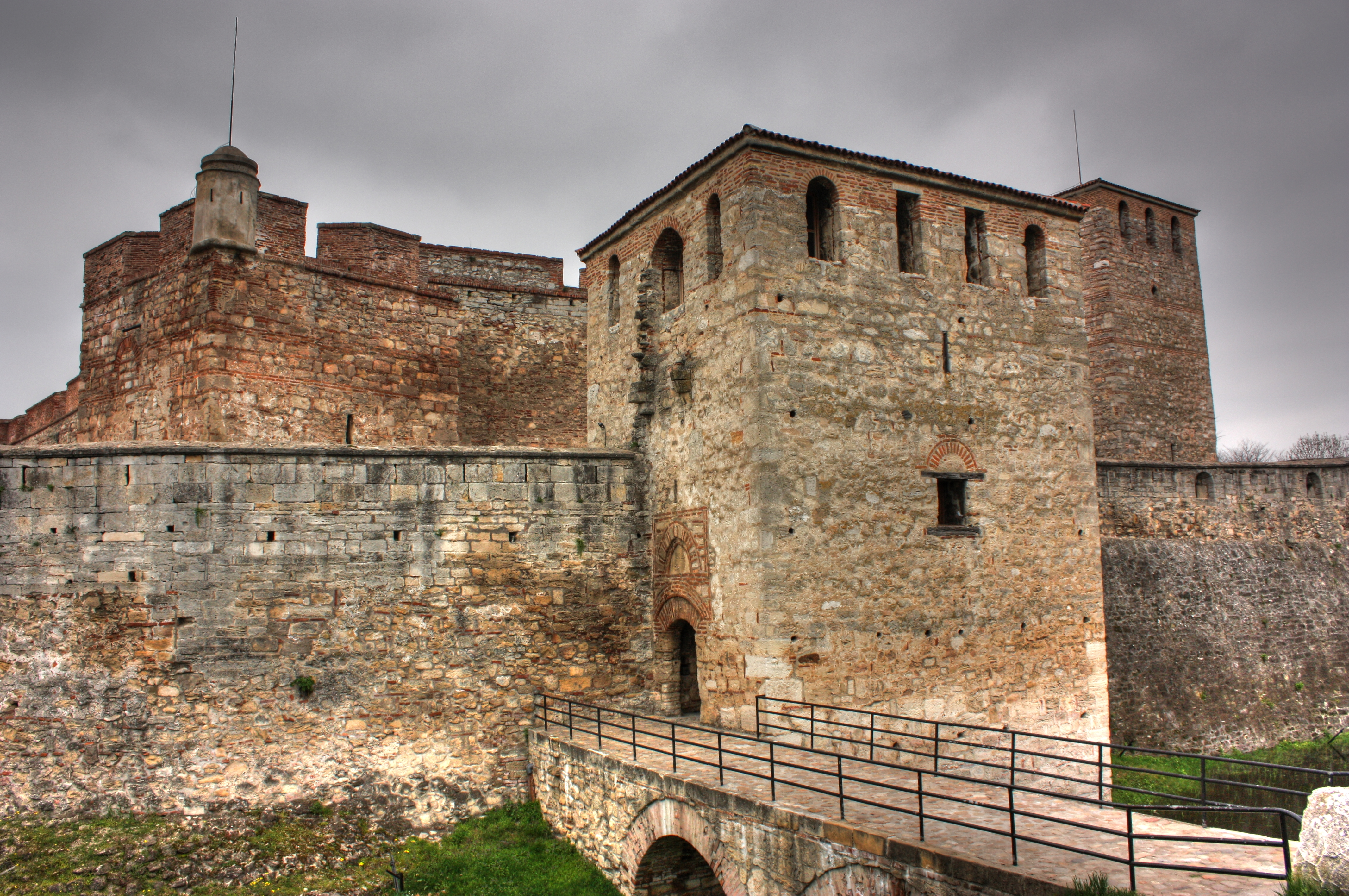
Baba Vida, a principal fortaleza em Vidim.

Durante o reinado de João Esracimir, Vidim emergiu, juntamente com Tarnovo, como um importante centro literário, sob forte influência da Escola Literária de Tarnovo. Algumas das obras que sobreviveram deste período incluem o "Tetraevangelia do Metropolita Danail" e a "Coleção de Vidim", de 1360, encomendada pela imperatriz Ana e que contém hagiografias de treze santos ortodoxos e uma descrição dos lugares santos de Jerusalém. Josafá de Vidim, eleito arcebispo de Vidim em 1392, escreveu "Epístola de Louvor pelo Translado das Relíquias de Santa Filoteia de Tarnovo para Vidim", que já demonstra todas as características da Escola de Tarnovo. Josafá também demonstrou em sua obra um grande respeito pelo patriarca Eutímio de Tarnovo, a mais importante figura da vida cultural e literária búlgara na segunda metade do século XIV.
No final da década de 1360, a região de Vidim resistiu à conversão forçada ao catolicismo imposta pelas autoridades húngaras e permaneceu ortodoxa. A subjugação de Vidim ao Patriarcado Ecumênico de Constantinopla em 1381 levou a um conflito com o Patriarcado de Tarnovo, mas, depois da queda da capital e a dissolução do Patriarcado da Bulgária, João Esracimir tentou negociar com os otomanos para colocar algumas das antigas eparquias de Tarnovo sob sua jurisdição. Em 1395, ele enviou a Tarnovo uma delegação, liderada pelo seu herdeiro Constantino II e por Josafá de Vidim, para transladar as relíquias de Santa Filoteia até Vidim. De acordo com Josafá, a missão teve sucesso e as relíquias permaneceram em Vidim pelos dois séculos subsequentes. Porém, ele não menciona os resultados da missão diplomática.
João Esracimir começou a cunhar suas próprias moedas para demonstrar sua legitimidade já no início da década de 1360. A abundância de tesouros em moedas encontrados por todo o território do Czarado de Vidim é uma indicação da riqueza e do bem desenvolvido comércio que existia na região na segunda metade do século XIV. A Carta de Brasov, o único documento sobrevivente atribuído a João Esracimir, concede aos comerciantes da cidade transilvaniana de Brasov livre acesso e o direito de comerciar em seus domínios.

## Família
Nada se sabe sobre a primeira esposa de João Esracimir e seus filhos com ela, exceto que existiram. Ele se casou em seguida com uma prima de primeiro grau, Ana da Valáquia, uma filha de seu tio Nicolau Alexandre da Valáquia, e com ela teve pelo menos três filhos:
- Doroteia (Doroslava), que se casou com o rei Tordácato I.
- Constantino II, que reivindicou seu título de "imperador da Bulgária" depois da queda de Vidim.
- Filha de nome desconhecido que morreu na corte de Isabel da Polônia